# Маскутены

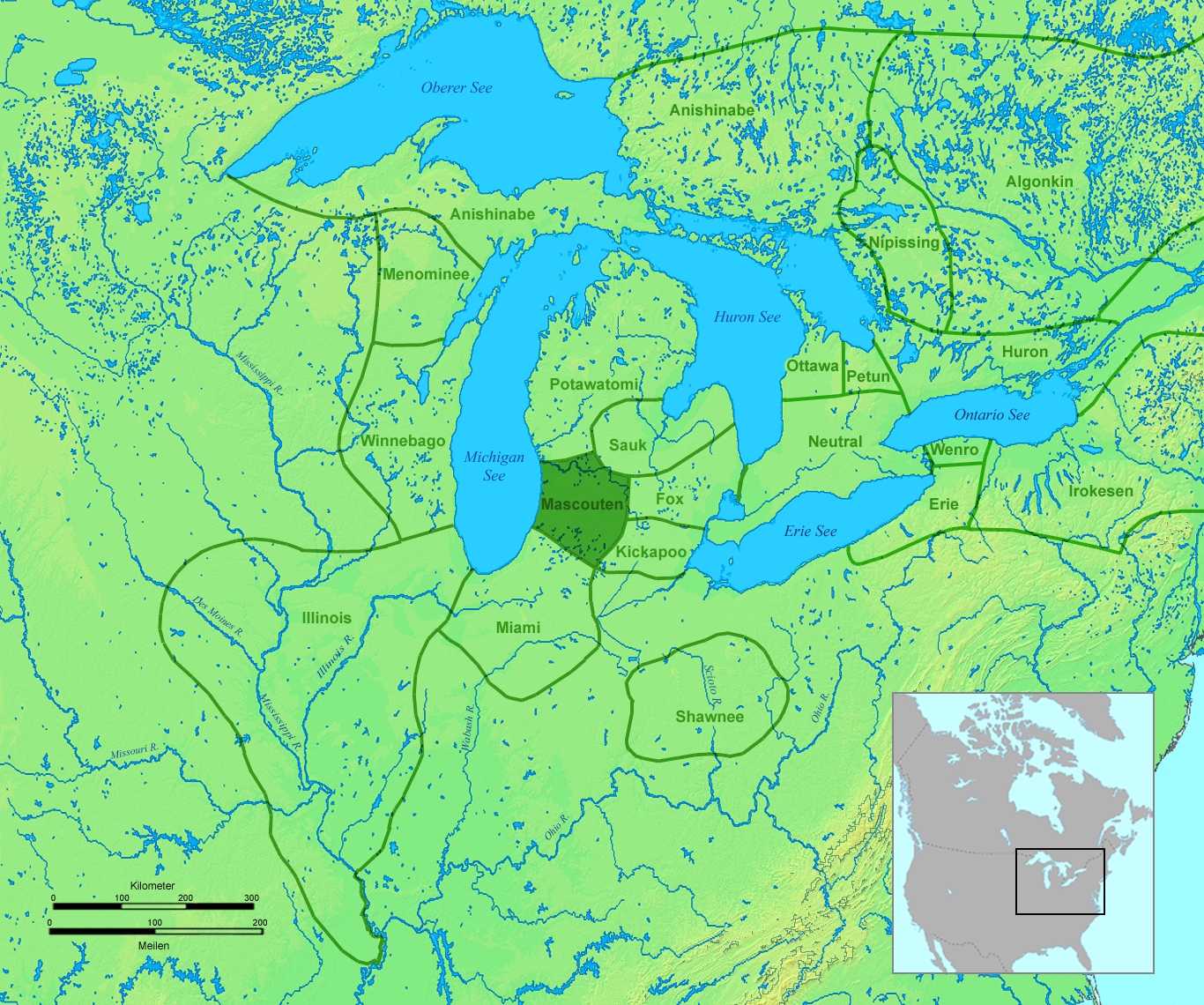
Традиционная территория маскутенов

Маскутены — алгонкиноязычное индейское племя, ранее проживающее в восточной части Среднего Запада. В результате экспансии ирокезов во времена Бобровых войн покинули территорию современного штата Мичиган и ушли в Висконсин. В первой четверти XIX века слились с кикапу и стали частью этого народа.

## Название
В «Реляции иезуитов» маскутены часто упоминаются как Нация огня. Их название, по-видимому, происходит либо из языка фоксов, означающего Маленькие люди прерий, либо от термина сауков Машкотеви («Прерия») или Машкотевинива («Индейцы равнин») и Шкотеви («Огонь»), который соответствовал бы утверждению иезуитов. Эндоэтноним историкам не известен. Гуроны называли их также —    «Нация огня» ( на гуронском языке Атсистероннон).

## История

### Ранняя история
Маскутены впервые появляются на карте Шамплена 1616 года к югу и западу от озера Гурон. В 1639—1640 гг. они были упомянуты французскими иезуитами, когда Жан Николе услышал о них от виннебаго в 1638 году, при условии, что расауакуэтоны, и есть маскутены. В то время они жили на юге современного Мичигана. В 1640-х годах они воевали с оттава и нейтральными. В 1650-х годах маскутены были окончательно вытеснены ирокезами со своей племенной территории и попытались обосноваться в юго-восточном Висконсине. Виннебаго заставили их отправиться дальше на запад, к реке Миссисипи. Здесь они обосновались среди веа и кикапу, которые также были вынуждены переехать.
К 1658 году, из-за потерь виннебаго в войнах с фоксами и иллиноями, некоторые группы маскутенов смогли покинуть Миссисипи вместе с веа и поселиться в смешанной деревне близ Грин-Бэй. Однако новое место было слишком уязвимо для нападений ирокезов, и в течение 1660 года они переместились к югу от озера Уиннебейго. Так маскутены разделились на две группы — верхние (вместе с веа) и нижние (оставшиеся на Миссисипи). В 1668 году француз Николя Перро установил торговые связи с обеими группами. К 1673 году веа отделились от верхних маскутенов и основали деревню недалеко от современного Чикаго. Из-за нападений ирокезов в 1682—1683 гг. маскутены стали частью французского союза алгонкинских племён. В 1695 году верхние маскутены переехали на запад современной Индианы вслед за веа, нижние поселились в районе реки Милуоки вместе с фоксами и кикапу.

### XVIII век
К 1701 году верхние маскутены обосновались на реке Огайо на юге Иллинойса. В течение года они были практически уничтожены эпидемией оспы. Выжившие были подвергнуты нападениям чикасо и ушли на север, в долину реки Уобаш, и заключили союз с веа и пианкашо. В 1710 году малярия впервые появилась в долинах Миссисипи и Огайо, и население индейских племён в этом районе быстро сократилось. В том же году Антуан Ломе де Ламот Кадильяк, стремясь превратить форт Детруа в оживлённый центр торговли пушниной, призвал фоксов, кикапу, нижних маскутенов и сауков переселиться в восточный Мичиган. В сентябре 1710 года комендантом форта Детруа назначается Жак-Шарль Рено Дюбюиссон, который не был сторонником переселения племён, особенно фоксов, считая их ненадёжными союзниками, но большинство фоксов и маскутенов уже приняли это предложение и основали укреплённый лагерь близ форта. Едва основавшись в Мичигане, нижние маскутены и фоксы учинили серию ссор и стычек с оттава, потаватоми, веа, пианкашо и иллиноями. В ответ на это потаватоми и оттава напали на маскутенов, убив около 210 человек. Это сражение стало началом Войн фоксов, которые закончились почти полным истреблением нижних маскутенов, хотя во второй войне они сражались уже на стороне Новой Франции.
В 1746 году нижние маскутены присоединились к потаватоми, меномини и оджибве, чтобы вытеснить иллиноев из Южного Висконсина. В 1750-х годах они занимали земли на севере Иллинойса. Оспа снова поразила их в 1751 году. К началу Войны с французами и индейцами оставалось всего около 300 нижних маскутенов, последний раз они упоминались в отчёте Томаса Хатчинса в 1768 году. Вероятно, они были поглощены прерийными кикапу либо потаватоми. К 1779 году немногочисленные верхние маскутены проживали с веа, пианкашо, майами и кикапу в долине Уобаша.
Маскутены оставались нейтральными во время начала Войны за независимость США, но с 1782 года поддержали Британию. В 1792 году они, вместе с другими племенами реки Уобаш, подписали мирный договор с Соединёнными Штатами, это был единственный договор, когда-либо заключённый лидерами маскутенов с американским правительством.

### XIX век
После того, как Соединённые Штаты приобрели Луизиану в 1803 году, в официальных отчётах было только два упоминания о племени. Первое было в 1813 году и упоминало маскутенов только как группу кикапу. Последняя запись о племени была сделана в 1825 году, и снова маскутены были отмечены как часть кикапу.

## Население
До прибытия европейцев маскутены, возможно, насчитывали около 6000 человек, но уже к 1670 году французы оценивали их менее чем в 2000. После окончания войны с французами и индейцами 500 из них жили на озере Мичиган, а около 800 в районе реки Уобаш вместе с пианкашо, веа, майами и кикапу. В американских отчётах за 1813 и 1825 годы они упоминаются только как часть кикапу.